# Les Joueurs d'échecs (Favén)
Les Joueurs d'échecs est un tableau de 1913 du peintre finlandais Antti Favén (1882-1948). Ce tableau est né de la fascination de Favén pour la vie du jeu d'échecs au Café de la Régence à Paris. Il s'agit d'une scène fictive dans ce café avec plusieurs joueurs d'échecs célèbres que Favén avait rencontrés pendant son séjour à Paris.

## Contexte
Yrjö Antti Favé, Finlandais cosmopolite, né à Helsinki, vit à Paris de 1902 à 1913 où il travaille dans la rue de Saint-Senoch. À la fin des années 1930, il s'installe en Suède, où il prend la nationalité suédoise deux ans avant sa mort.
Pendant un discours au sujet du tableau, Favén a mentionné son amitié avec Marshall et d'autres joueurs d'échecs au Café de la Régence.  Il disait aussi que le tableau serait offert au premier joueur d'échecs qui remporterait trois fois le championnat annuel d'échecs finlandais. Cela signifie que le Finlandais Eero Böök (1910-1990), qui a remporté le championnat d'échecs finlandais pour la troisième fois en 1936, a dû recevoir ce prix à cette époque.
Böök a fait une reproduction du tableau. L'original est ensuite passé aux mains du grand maître d'échecs suédois Erik Lundin (1904-1988). Lundin a ensuite fait don de cet original à l'Union Suédois des échecs (Stockholms Schacksalonger) à Stockholm, où il est actuellement conservé. Le copie se trouvait, vers 2006, à Shakkikoti, un club d'échecs à Helsinki.

## Description du tableau
L'œuvre Les Joueurs d'échecs est unique à plus qu'un titre. En termes de dimensions (340 × 220 cm), il s'agit possiblement du plus grand tableau du monde consacré aux échecs. Le modèle (utilisant un groupe de joueurs d'échecs  - partiellement - existant  dans un environnement fictif) était inhabituel. Le plus remarquable, cependant, est le temps qu'il a fallu pour achever le tableau : Favén y aurait travaillé pendant plus de dix ans avant qu'il ne soit probablement terminé en 1913, l'année où il a quitté Paris,.
C'est la vie échiquéenne au Café de la Régence, le lieu de rencontre des joueurs d'échecs de renommée internationale, qui a tellement fasciné Favén pour ce travail. Les grands maîtres qui visitaient Paris à cette époque ne pouvaient éviter de se rendre au Café de la Régence et, en raison de leur statut, jouent le rôle principal dans le tableau. Les personnages suivants peuvent être déterminés avec une certaine certitude : Siegbert Tarrasch (à l'arrière-plan, à gauche), Frank Marshall (au milieu, avec le cigare), David Janowski (avec une cigarette, à la droite de Marshall), Amos Burn (assis en face de Marshall, avec une pipe)  et Ossip Bernstein (face à Burn).
Aussi « autour des grandes étoiles, de plus petites planètes tournaient avec une lumière plus ou moins vive » : parmi les habitués du café se trouvaient toutes les étoiles de la communauté échiquéenne parisienne. Toutefois, jusqu'à présent, personne de cette communauté n'a encore été identifié dans la peinture.
Les fenêtres et la porte cintrée à l'arrière-plan suggère que la scène se déroulait dans la salle principale du rez-de-chaussée du Café de la Régence. En capturant l'atmosphère romantique de la période précédant la Première Guerre mondiale, le tableau reflète par ailleurs la fin d'une époque tranquille et insouciante.

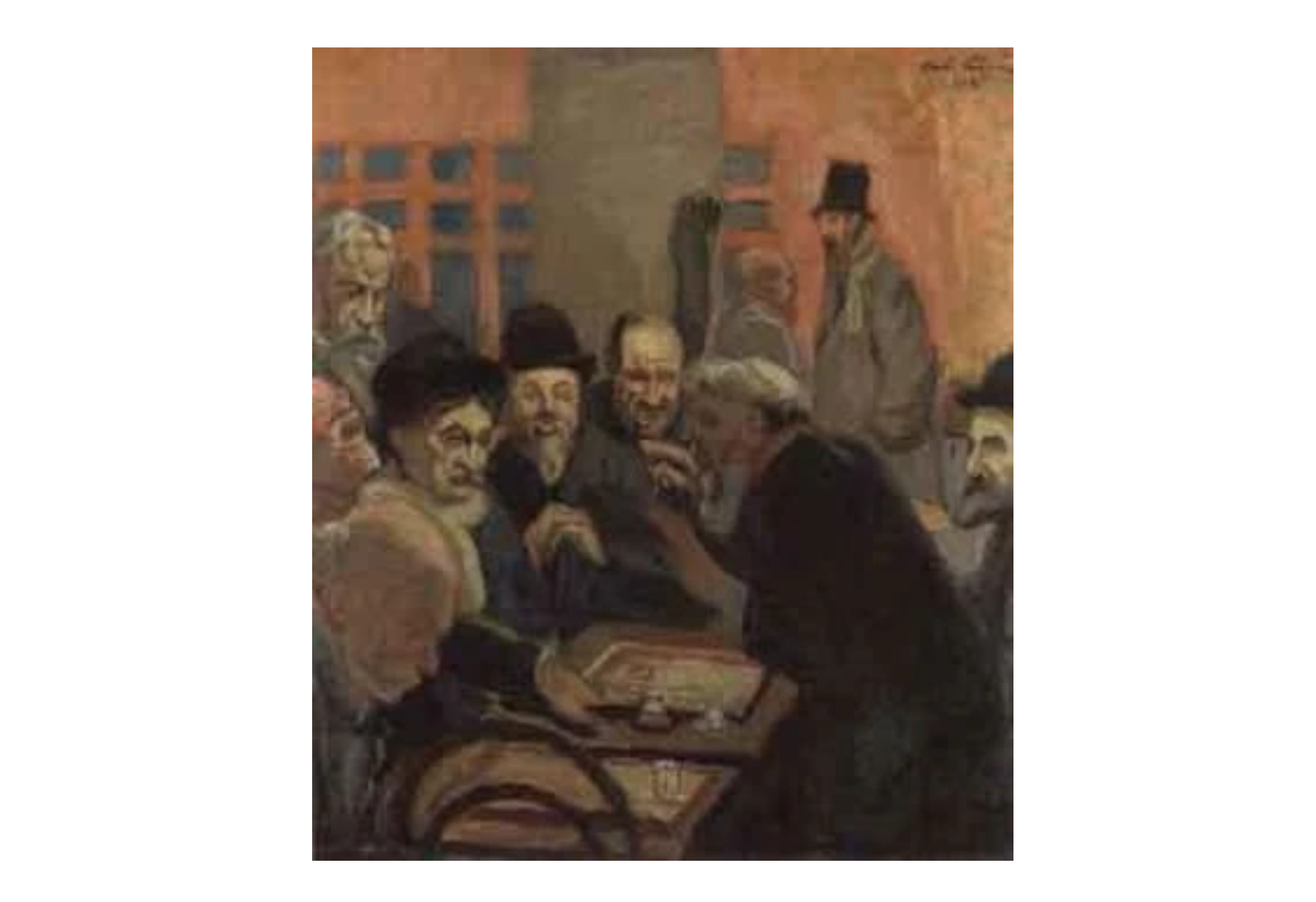
L'intérieur d'un café [Café de la Régence] avec des joueurs d'échecs, par Antti Favén (1905)

Favén a fait de nombreuses esquisses du café et des joueurs d'échecs, lesquelles ont sans aucun doute constitué le prélude à ses peintures de joueurs d'échecs. Pendant que Favén travaillait sur Les Joueurs d'échecs, il a complété un autre tableau, plus petit, en 1905. Au moins un personnage dans ce tableau, possiblement il s'agit de Joseph Blackburne, semble revenir dans l'œuvre principale sur le café.

## Le mystère des joueurs représentés

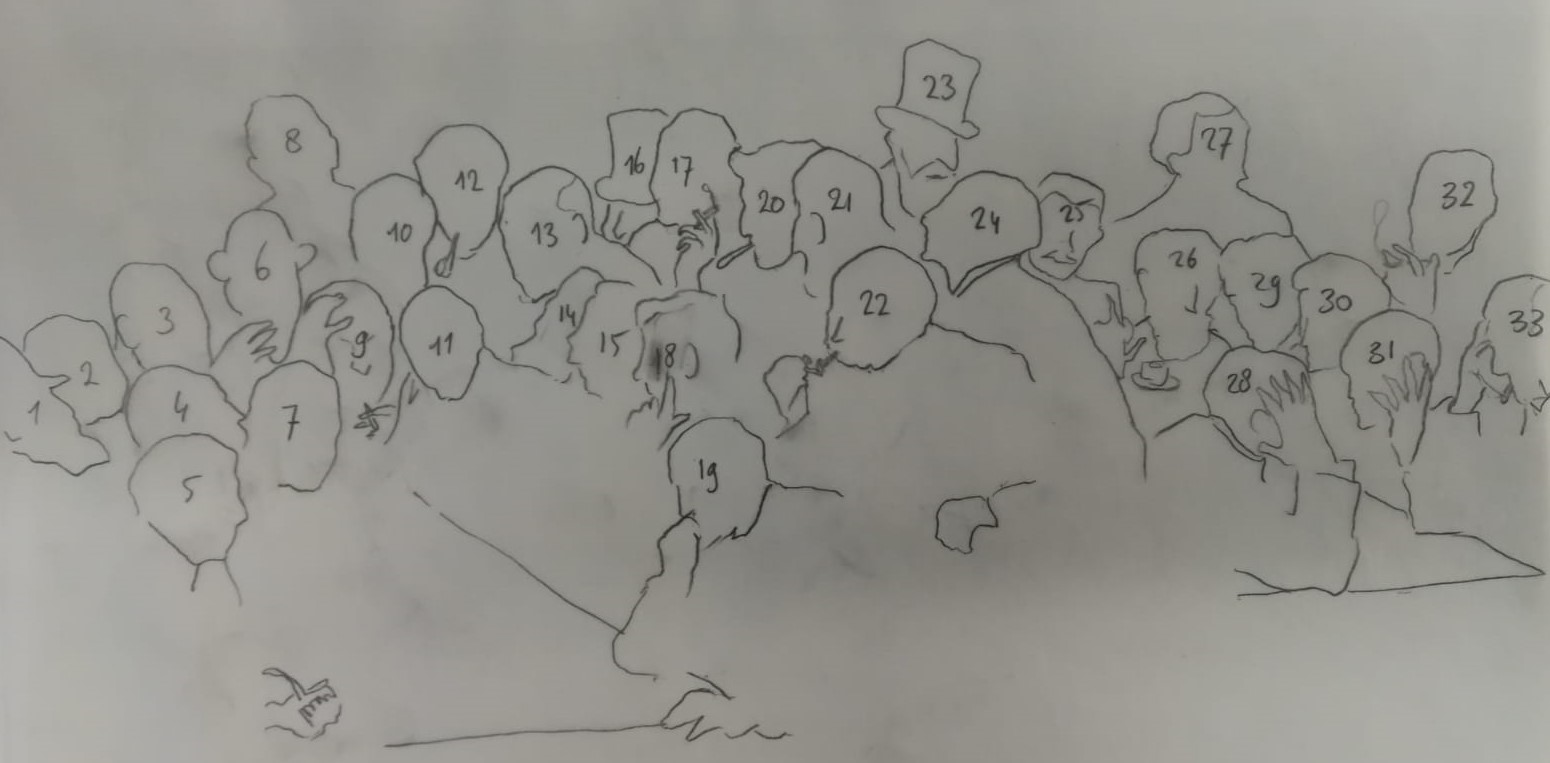
Clés d'identification pour Les Joueurs d'échecs.

Un linceul de mystère plane sur le tableau, car on sait que Favén a représenté  les joueurs qui ont fréquenté le café pendant son séjour a Pris, mais il ne semble pas avoir laissé une indication sur l'identité exacte de ces joueurs ni sur la présence de personnages fictifs parmi eux. En outre, l'identification est compliquée par le fait qu'il s'agit d'une représentation réalisée sur une période d'une dizaine d'années - une période au cours de laquelle les gens peuvent changer. Il est possible qu'il n'ait même pas rencontré un ou plusieurs personnages et qu'il en ait fait un ou plusieurs sur la base de portraits photographiques. Tarrasch et Bernstein semblent en être de bons exemples.
Le tableau ci-dessous énumère les candidats les plus plausibles pour les différentes personnes représentées.
| No. clé | Similitude                           | Nom                                  | Remarque |
| ------- | ------------------------------------ | ------------------------------------ | --- |
| 3       | Similitude Taubenhaus Dessin de 1912 | Jean Taubenhaus? (1850-1919)         | |
|         |                                      |                                      | |
| 5       |                                      | Amos Burn (1848-1925)                | |
| 6       |                                      | Joseph Blackburne? (1841-1924)       | Photo de Blackburne d'avant 1924. Le personnage du tableau semble également apparaître dans le tableau antérieur. |
|         |                                      |                                      | |
| 8       |                                      | Siegbert Tarrasch (1862-1934)        | Photo datant d'avant 1920, peut-être peu après 1900. Il est très probable que Faven ait basé sa répresentation de Tarrasch sur cette photo. S'il s'agit bien du début des années 1900, l'absence de José Raúl Capablanca, Akiba Rubinstein et Alexandre Alekhine dans le tableau s'explique. D'un autre côté, il est surprenant que Richard Teichmann et Harry Nelson Pillsbury semblent manquer. |
|         |                                      |                                      | |
| 17      |                                      | David Janowski (?) (1868-1927)       | |
|         |                                      |                                      | |
| 19      |                                      | Ossip Bernstein (1882-1962)          | Photo de Bernstein de 1909. |
| 20      | Similitude Marshall                  | Frank Marshall (1877-1944)           | |
|         |                                      |                                      | |
| 25      |                                      |                                      | Garçon ? |
|         |                                      |                                      | |
| 27      | Nardus au milieu                     | Emanuel Lasker? ou bien Léo Nardus ? | Léo Nardus fut un grand mécène reconnu des échecs. Ami de Franck Marshall tout au long de sa vie il fut aussi le sponsor d’un joueur français d’origine polonaise David Janowski. Il n’hésita pas à organiser des parties d’échecs fortement dotées à Paris. |
|         |                                      |                                      | |